# Азарх-Опалова, Евгения Эммануиловна
Евгения Эммануиловна Азарх (артистический псевдоним Евгения Опалова; 10 октября 1900, Рига — 12 декабря 1985, Киев) — украинская советская актриса театра и кино. Народная артистка Украинской ССР (1969).

## Биография
Евгения Менделевна (Эммануиловна) Азарх родилась в Риге в семье Эммануила Борисовича Азарха (1866 — после 1935) и Хаи Рувимовны Азарх (1868 — после 1935). Её сестра Фани Менделевна (Эммануиловна) Азарх-Бабина (1898—?) была осуждена в 1920 году на 5 лет ИТЛ, брат Александр (1895—1938) — расстрелян в Астрахани 29 октября 1938 года.
В 1921 году окончила актёрский факультет Театрального института в Петрограде. В 1920-х гг. играла в Молодёжном театре и Театре Книги в Петрограде. С 1930-х гг. играла в Киевском театре русской драмы имени Леси Украинки, была ведущей актрисой этого театра. Актриса Киностудии имени А. Довженко (Киев).
Похоронена актриса на Байковом кладбище в Киеве.

## Семья
- Муж — Леонид Михайлович (Иосиф Михелевич) Корецкий (1897—1980), украинский советский кинематографист, директор картин.
- Двоюродные братья — режиссёр, основатель Московского государственного еврейского театра А. М. Грановский[7] и кинорежиссёр Б. М. Ингстер.
- Племянники — режиссёры Исидор Хомский, Павел Хомский и поэт Юрий Корецкий.

## Награды
- орден «Знак Почёта» (24.11.1960)
- народная артистка Украинской ССР (1969)

## Фильмография
- 1945 — Зигмунд Колосовский — фрау Пферке
- 1957 — Мораль пани Дульской — пани Дульска
- 1958 — Киевлянка — Свентицкая
- 1960 — Вдали от Родины
- 1963 — Королева бензоколонки — преподаватель[8]
- 1964 — Звезда балета
- 1965 — Месяц май — тётя Дуся, вахтёр общежития
- 1968 — Ошибка Оноре де Бальзака — мать Бальзака
- 1971 — Лада из страны берендеев — королева-бабушка
- 1974 — Рождённая революцией — Вера Леопольдовна
- 1974 — Совесть — соседка Волощука

## Озвучивание мультфильмов
- 1968 — Ивасик-Телесик